# Коста Групчевић
Коста Групчевић (Охрид, 1848 — Цариград, 3. фебруар 1907) је био Србин, национални и културни радник Јужне Србије, заслужан за јачање српскога утицаја у поробљеној тадашњој Македонији.

## Ране године
Коста је рођен 1848. као најмлађи син у породици богатога охридскога терзијског мајстора (кројача). Родитељи Анђелко и Катарина, почивају у цркви Свете Богородице у свом родном месту. Прво је учио школу код охридског учитеља Григорија Прлинчевића, док овај није прешао у Дебар. Образовао се ту на грчком језику, док није напунио 16 година. Уз очеву финансијску подршку једно време боравио је у Бечу. По повратку у Охрид, заједно са браћом бавио се ћурчијским послом и трговином, која је увек била пуна стране штампе. У радионици се створила атмосфера као у читаоници, и ту свраћали многи па и Турци, да им Коста преводи оно што пишу грчке новине. Због његово слободоумности и народних окупљања, постао је сумњив властима - дошло до сукоба са Турцима, па је 1885. године напустио је Охрид. Касније није могао да се врати због Бугара егзархиста.

## У бугарском затвору
У време када су трвили Грци и Бугари, у окриљу својих у Турској, привилегованих "егзархата", Срби нису имали излаз; Групчевић се тако приклонио Бугарима. И једни и други су преко својих црквених организација, подредили себи све (и српске!) школе у Јужној Србији. Бугарски националисти су деловали перфидније, вршили бугаризацију под паролом "За Славјанство". Отишао је Групчевић у Софију, где се убрзо одвојио од црквених егзархиста, и определио за "народоносну матицу". Био је у Бугарској једно време члан тајнога македонскога комитета. Разочаран у бугарску акцију стигао је у Цариград, одакле се са намером усмерава на Србију. Током 1886. године, након завршетка српско - бугарског рата, дошао је у Београд, где је од српског председника владе Милутина Гарашанина добио налог да се потруди да Македонија никако не постане бугарска. Нови српски посланик у Турској, Стојан Новаковић га је позвао да иду заједно у Цариград, где намерава да га ангажује као сарадника. Групчевић није послушао Новаковића да путују заједно преко Румуније, већ се сам упутио преко Бугарске. Док је путовао "својим послом" према Цариграду, Бугари су га у јесен 1886. ухапсили, под оптужбом да је будући "русофил" - руски шпијун. После тромесечнога затвора, пуштен је на условну слободу због јакога рускога и српскога притиска на бугарске власти. Побегао је априла 1887. из Бугарске у Румунију, а одатле у Цариград.

## У Цариграду
У Цариграду се јавио српском конзулу Стојану Новаковићу, где је ангажован али без званичних задужења. Стално је приман у Васељенској патријаршији (као добар зналац грчког језика) и српском посланству у Цариграду, у оквиру поверљивих мисија. Сматрали су га великим противником пропаганде коју врши Бугарска егзархија у Македонији. Сматрало се и да је његова заслуга што су Срби добили две епархије (рашко-призренску и скопску) и два митрополитска места. Говорило се тада у Цариграду у "Фанару": "Групчевић прави владике". Радио је на отварању српских школа у Јужној Србији, под турском влашћу. Од 1892. године управљао је Групчевић централном цариградском српском књижаром, која је снабдевала све остале српске књижаре у Турској. У Цариграду је од 1889. до 1897. штампано 17 уџбеника за српске основне школе. Залагао се за македонску индивидуалност, а за македонске Словене је говорио да су Срби. Пошто је знао за огроман значај просвете, залагао се за штампање књига и уџбеника, поред текста на српском, да је у њима делимично заступљен и онај на "локалном дијалекту", да би их народ лакше прихватао. Одбачен је његов предлог да се просто у тексту измеша савремени српски језик и локално јужно наречје. Године 1889. активно сарађује у српском народном календару "Голуб"-у, намењеном тамошњем становништву. Због велике потребе да се писањем бране српски интереси у Турској, насупрот бугарској пропаганди, покренут је о трошку српске владе 1895. године "Цариградски гласник", тамошњи српски недељни лист. Уредник тог гласила био је Никодије Савић српски новинар из Пећи, а администратор (и каснији власник) Групчевић (из Охрида). Након Савићеве смрти, од 1897. до 1907. године био је Коста власник и издавач тог српскога недељника, који од тад излази у проширенијем обиму. Групчевића је српски краљ 1898. године одликовао орденом Св. Саве IV реда. За "Цариградски гласник" се каже (1907): "који има неоцењених заслуга за српство у турској царевини". Када је тај српски лист славио десетогодишњицу трајања 1905. године, Коста је био и његов пети по реду уредник (од 1897). Проживео је излашење листа непрестано бдијући над његовим опстанком, док су се уредници неколико пута мењали.
Коста Групчевић је објавио свој обимни рад о Охридском језеру и Охриду, који је имао туристички значај. Током 1888. године Групчевић је превео буквар на тадашњи "јужни локални дијалекат". Тај буквар је током 1899. штампан у 6.000 примерака, а 1891. у 10.000 примерака.

## Епилог
Умро је као исцрпљен и истрошен национални радник Коста Групчевић, у Цариграду почетком 1907. године, и сахрањен на гробљу "Шишли". Некролог су објавили српски листови, попут Карловачког "Српског сиона". Породица је живела у сиромаштву, јер се он сав предао националној мисији. Био је ожењен Јевросимом Гавриловић из Охрида, тетком српског министра Панте Гавриловића. Изродили су супружници Групчевићи, двоје деце: Фани(ја) Групчевић је радила као зубни хирург у Охриду, а син Димитрије Групчевић био чиновник Министарства иностраних дела у Београду, саветник за руску емиграцију (1932). Димитрије је 1927. године био генерални конзул, а 1940. године становник Велеса и то као пензионер, политичар Земљорадничке странке. Године 1914. скупљани су прилози за Српски народни инвалидски фонд "Свети Ђорђе" у Охриду. Међу бројним дародавцима је и Костин сродник, Ђорђе Групчевић 
тамошњи трговац са 15 динара прилога.